# Sejo
Sejo (coréen: 조선 세조, hanja: 朝鮮世祖, 29 septembre 1417 - 8 septembre 1468) est un roi coréen de la dynastie Joseon.
Il est le second fils du roi Sejong le Grand et l'oncle de Danjong. Il occupe la fonction de premier ministre à partir de 1453, avant de monter sur le trône en 1455 à la suite d’un coup d’État. Son véritable nom était Lee Yu (이유, 李瑈) et Suji (수지, 粹之) son nom de courtoisie.

## Œuvres
- Seokbosangjeol (석보상절, 釋譜詳節)[1]
- Wolilseokbo (월인석보, 月印釋譜)
- Yeokdaebyeongyo (역대병요, 歷代兵要)